# Internets historia

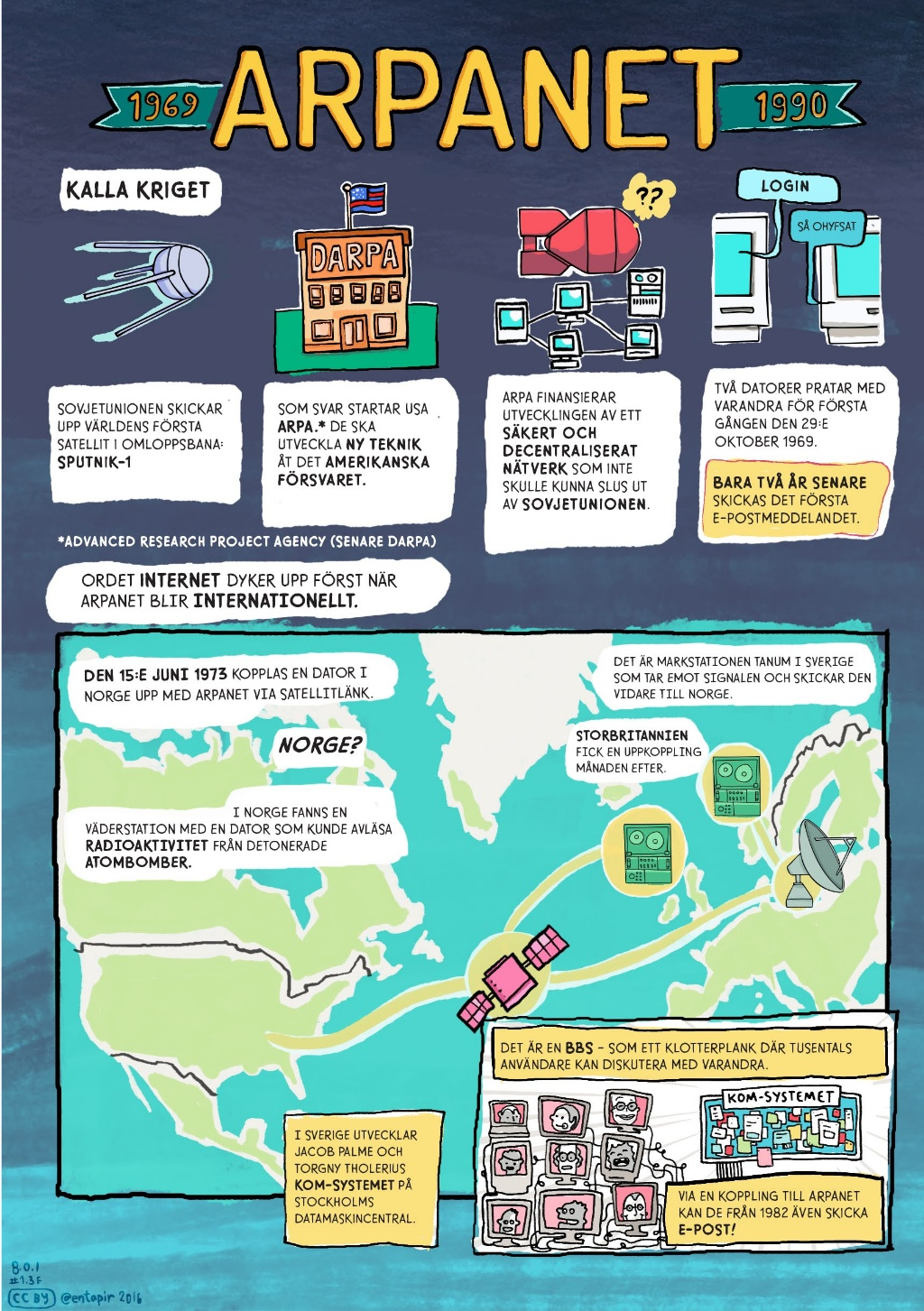
Illustration av internets tillblivelse i Berättelsen om internet.

Den här artikeln behandlar internets historia.

## Internet skapas

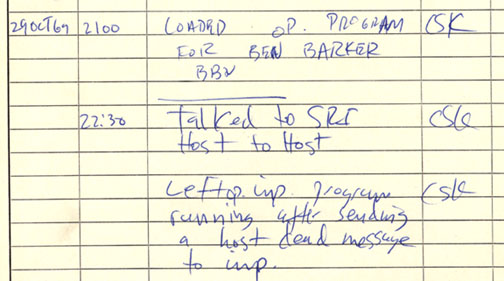
Logg av det första meddelande som skickades på Arpanet den 29 oktober 1969.

Föregångaren till internet, ARPANET, skapades av USA:s militära forskningsanstalt Advanced Research Projects Agency, ARPA år 1969. Telekomgiganten AT&T ägde ledningarna som band ihop datorer i ARPANET. Den 29 oktober 1969 ledde Leonard Kleinrock ett forskarlag som lyckades få en UCLA-dator att kommunicera med en dator på ett annat forskningsinstitut. Det första meddelandet som skickades iväg var kommandot "LOG", som skulle användas för att logga in på en annan dator. Mottagardatorn kraschade emellertid efter att den tagit emot "O":et. Det första meddelandet som sändes blev därför "LO".
Syftet med ARPANET var att experimentera med tekniker för datanät, bland annat hantering av avbrott och möjlighet att kringgå utslagna nätverksnoder. Det är troligtvis detta som har gett upphov till myten att internet skapades för att klara ett kärnvapenangrepp. ARPANET användes även för att koppla samman universitet i USA och var länge en intern amerikansk angelägenhet för just militär och utbildningsväsende.
Under början av 1970-talet var det de amerikanska universiteten som drev på utvecklingen av det som skulle komma att bli internet. Under de efterföljande åren anslöt allt fler universitet, forskningsanstalter och laboratorier och internet kom att bli mer än bara en militär angelägenhet. År 1973 hade sammanlagt 40 datorer kopplats upp i nätverket som började växa internationellt när ett norskt forskningscentrum, NORSAR, kopplade upp en dator mot Arpanet och samma år kopplade även Storbritannien upp sig.
Tekniken som utgör dagens internet, TCP/IP, uppfanns 1974 av Vint Cerf och Robert Kahn. TCP/IP gör det möjligt att snabbt och decentraliserat skicka paket med information mellan anslutna datorer och nätverk. Systemet bygger på att nätverken inte kontrollerar informationen som skickas och det är avgörande för framgången med internet. År 1978 när ARPANET i liten skala även börjat rymma allmänheten föreslog Cerf och Kahn att all kommunikation via internet skulle krypteras. Amerikanska säkerhetsmyndigheten NSA ansåg dock att det skulle göra nätverket för tungt och det skulle kräva för mycket datorkraft, samt uttryckte tveksamhet inför att allmänheten skulle kunna skicka information som inte kunde kontrolleras. Vint Cerf har sagt att han än i dag önskar att han och Kahn hade drivit igenom förslaget med att kryptera internet.
I början av 1980-talet tog universiteten, i första hand i USA, över och skapade ett datanät mellan sig med denna teknik. Det spred sig ganska fort till andra länders universitet, även till Sverige. Ulf Bilting rekvirerade via Chalmers Tekniska Högskola, det första svenska IP-nätnumret 1984. År 1983 infördes namnservrar som innebar att adressen till en dator hämtades på nätet (ända sedan 1969 hade varje dator en lista över alla andra datorer på nätet). År 1985 infördes toppdomän såsom .com, .se med flera, för att kunna hantera större mängder datorer. De mest använda tjänsterna i slutet av 1980-talet var telnet, e-post och FTP.
På 1980-talet förekom många olika datanät vid sidan av internet. Många universitet använde modem för att regelbundet ta kontakt med ett antal andra universitet och förmedla e-post, inlägg i diskussionsgrupper (Usenet) och andra filer med UUCP (uppringda förbindelser) och BITNET (hyrda linjer). En del enskilda datortillverkare hade egna datanätsprotokoll, till exempel Digital med DECnet och Novell med IPX. Telekommunikationsorganisationer hade utvecklat X.25. Hemanvändare använde modem för att ringa upp elektroniska anslagstavlor. Internet hade dock fördelen att vara ett öppet och stort system. Många av de andra protokollen hade tekniska begränsningar som gjorde dem olämpliga för ett globalt nät, för andra medförde strategiska beslut att de växte långsammare än internet och därmed blev mindre attraktiva.
Tim Berners-Lee, som då jobbade vid CERN i Schweiz, kombinerade ett antal olika tekniker under 1990 för att skapa http-protokollet, språket HTML och därmed World Wide Web eller webben, ett system som möjliggör ihoplänkning av i princip all information.

## IT-bubblan
Huvudartikel: IT-bubblan

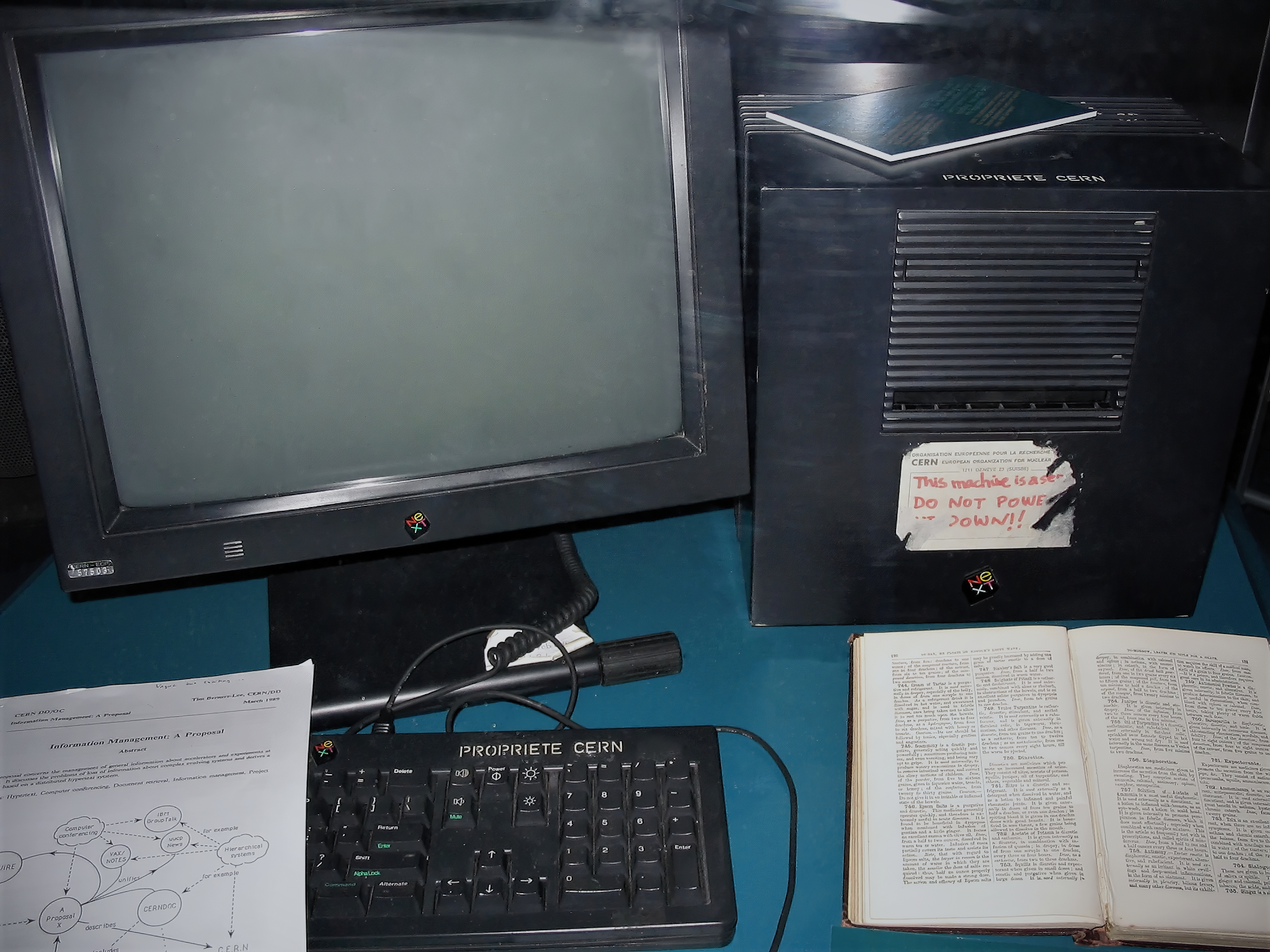
Den här NeXT-enheten använde Tim Berners-Lee som den första WWW-servern.

Under 1990-talet började privatpersoner använda nätet i större utsträckning, då kommersiella operatörer erbjöd förbindelser åt hemanvändare och World Wide Web slog igenom. Det skapade en hausse på IT omkring millennieskiftet, där många företag satsade stora belopp på design av snygga webbsidor på nätet och intensiv marknadsföring av bredband. Till slut sprack IT-bubblan, och många av de nyanställda webbdesignarna blev arbetslösa. IT-bubblan förde med sig att användningen av internet mångdubblades på några år, jämförbart med försäljningsexplosionen av TV-apparater i början av 1950-talet.

## E-post
E-post (elektroniskt överförda brev) är en av de äldsta tjänsterna på internet. Det första e-postmeddelandet överfördes 1971. E-post används väldigt mycket och har stor betydelse, även om det dykt upp andra sätt att skicka meddelanden, såsom via sociala nätverk. Det går också att missbruka e-posttjänsten, och det är över e-post som den mesta spammen skickas ut.

## Senare utveckling
På 1990-talet uppstod World Wide Web (WWW), med internet som grund. Den första webbläsaren skapades av Tim Berners-Lee på Cern 1990. I samma tider började internetförbindelser erbjudas också kommersiellt. Windows 95 stödde internet och därmed blev det lätt för PC-användare i hemmen att koppla upp sig. Dessa nya användare blev i första hand erbjudna sin internetleverantörs webbportal och förblev ofta omedvetna om många av de andra tjänsterna på internet.
Den dominerande webbläsaren också för PC-datorer var till att börja med Netscape, men då Microsoft insåg internets betydelse utvecklade de en egen webbläsare, Internet Explorer. Microsoft dominerade marknaden för programvara för persondatorer, utnyttjade sin position och tog över den större delen av webbläsarmarknaden: Internet Explorer levererades med operativsystemet Windows och företag och organisationer var ovilliga att licensiera och installera fler tredjepartsprodukter än nödvändigt. Microsofts dominans och affärsmetoder ledde till åtal i både USA och Europa för olovlig monopoltaktik.
På 2000-talet blev andra webbläsaralternativ också populära, såsom Firefox, Safari, Opera och senare även Google Chrome.
Fram till slutet av 1990-talet var det vanligaste sättet för hemanvändare att koppla upp sig mot internet modem, som via telefonnätet ringde till en server. Telefonlinjens kapacitet är begränsad till 64 kilobit per sekund, varav modemen kan använda högst 56,6 kbit/s. Senare har de flesta internetanvändare övergått till att använda olika former av fasta förbindelser, vanligen ADSL (som använder telefonlinjen, men genom skild apparatur utnyttjar större bandbredd än vad telefoniutrustningen förmedlar). Omkring millennieskiftet kom även mobiltelefoner som kunde nå internet och datoruppkopplingar baserade på GSM-tekniken (långsam, max 9,6 kbit/s) och senare den snabbare 3G-tekniken. Nu även 4G
I slutet av 2000-talet är internet väletablerat i nästan alla länder, och i västvärlden och många andra länder använder de flesta internet regelbundet.

## Varför lyckades internet?
Redan på 1970-talet var det många som drömde om att datorerna skulle göra så att alla människor kan kommunicera med varandra med hjälp av datorteknik. Viktigt var EIES-systemet, som sattes upp 1975 i USA av Murray Turoff och KOM-systemet, som sattes upp 1978 av Torgny Tholerus och Jacob Palme Dessa system hade många hundra användare, som kunde diskutera och utbyta information, huvudsakligen baserat på telefonlinjer till en central dator.
Under 1980-talet utvecklade franska televerket Minitel, ett system där tusentals användare kunde sätta upp olika tjänster för varandra baserat på datornät.
EIES, KOM och Minitel var lyckade system. Många misslyckade försök gjordes också, till exempel Viewdata i England och Teleguide i Sverige.
Vad var det som skilde de som lyckades och de som misslyckades? Skillnaden var framförallt att de lyckade systemen var användarstyrda. Vem som helst kunde sätta upp nya tjänster och det är konkurrensen mellan alla dessa olika tjänster, som är grunden för internets framgång. Ett sådant system måste ha användbara tjänster - det räcker inte med tekniken i sig. Ta del av nyheter kunde man göra på TV och boka biljetter gjordes per telefon. Systemet med hyperlänkar i webbsidorna, att vilken sida som helst lätt kunde länka till vilken annan sida som helst var betydelsefullt. År 1994 kom de första söktjänsterna, något som kom att betyda väldigt mycket för internets popularitet.